# Stade Olympique Yves-du-Manoir
Stade Olympique Yves-du-Manoir je víceúčelový stadion ve městě Colombes u Paříže, sloužící zejména pro fotbal, ragby a atletiku. Pojme 14 000 diváků. Otevřen byl v roce 1907 a byl ústředním dějištěm Letních olympijských her 1924. Při Letních olympijských hrách v roce 2024 se zde bude soutěžit v pozemním hokeji.